# Єгорівка (Синельниківський район)
Єго́рівка — село в Україні, у Синельниківському районі Дніпропетровської області. Входить до складу Покровської селищної громади. Населення становить 182 особи. Колишній орган місцевого самоврядування — Вишнівська сільська рада.

## Географія
Село Єгорівка знаходиться на лівому березі річки Янчул, вище за течією на відстані 2 км розташоване село Першотравневе, нижче за течією на відстані 1 км розташоване село Данилівка, на протилежному березі — село Кирпичне.

## Назва
Назване іменем поміщика Єгора Гниди на (в деяких документах Гнедіна), тогочасного власника земель села.

## Історія
- 1861 — дата заснування.
- 12 червня 2020 року, відповідно до розпорядження Кабінету Міністрів України № 709-р від «Про визначення адміністративних центрів та затвердження територій територіальних громад Дніпропетровської області», увійшло до складу Покровської селищної громади[1].
- 19 липня 2020 року, в результаті адміністративно-територіальної реформи і ліквідації Покровського району, село увійшло до складу новоутвореного Синельниківського району[2].